# Engeletina
Engeletina es un compuesto fenólico que se encuentra en el vino y aislado de la corteza de Hymenaea martiana.